# Укладов, Дмитрий Васильевич
Дмитрий Васильевич Укладов (1906—1962) — советский инженер-приборостроитель. Лауреат Сталинской премии (1950). Член КПСС.

## Биография
Дмитрий Укладов родился в 1906 году. Трудовую деятельность начал рабочим-котельщиком. В дальнейшем работал в различных приборостроительных заводах и организациях, занимая технические и руководящие должности. Работал на предприятиях, занимавшихся выпуском аппаратуры для измерения высоких давлений. Изобрёл два манометра новейшей конструкции. В конце 1940-х — начале 1950-х работал главным инженером московского приборостроительного завода «Манометр». В начале 1960-х — начальник и главный конструктор Специального конструкторского бюро биофизической аппаратуры и электронных машин (СКБ БФЭМ). На этой должности он принимал участие в разработке аппаратуры для научных исследований, а также электронных машин для автоматизации производственных процессов. Умер 13 сентября 1962 года.

## Награды и премии
- Сталинская премия третьей степени (1950) — за разработку и внедрение в серийное производство новой конструкции манометров высокого давления высшего класса точности[3]
- орден «Знак Почёта» (1944)[4]
- орден Трудового Красного Знамени[1]
- медали[1]